# 팀 매시선
팀 매서슨(영어: Tim Matheson, 영어 발음: /ˈmæθəsən/, 1947년 12월 31일 ~ )은 미국의 배우, 감독이다.

## 출연 작품
- 사탄의 인형 (2019)
- H 다이어리 (2018)
- 킬링 레이건 (2016)
- 친구와 연인사이 (2011)
- 퍼슨스 언노운 (2010)
- 코버트 어페어즈 1 (2010)
- 아메리칸 파이 7 - 사랑의 금서 (2009)
- 에너미 라인스 3 (2009)
- 트루 컨페션스 오브 어 할리우드 스타렛 (2008)
- 데스 드라이브 (2007)
- 오거스타, 곤 (2006)
- 스레시홀드 (2005)
- 위대한 황야 - 달에서의 걸음 (2005)
- 돈 컴 노킹 (2005)
- 유다 (2004)
- 엽기 캠퍼스 (2002)
- 사랑의 항해 (2000)
- 세컨드 허니문 (2000)
- 헬 스웜 (2000)
- 스파이 인 노스코리아 (1999)
- 쉬즈 올 댓 (1999)
- 스토리 오브 어스 (1999)
- 포화 속의 용기 - 두 가족 (1997)
- 생매장 2 (1997)
- 테크노 킬러 (1996)
- 더블 플레이 (1996)
- 브래디 펀치 2 - 유쾌한 가족 (1996)
- 살인 게임 (1995)
- 살인 기지 (1994, Breach of Conduct)
- 의혹의 올가미 (1994)
- 킬러의 본능 (1993)
- 다잉 투 러브 (1993)
- 살인 음모 (1993)
- 폴링 엔젤스 (1993)
- 의처증 (1993)
- 함정 탈출 (1992)
- 도즈 베드룸 아이즈 (1992)
- 썸타임 데이 컴 백 (1991)
- 애욕의 덫 (1991)
- 황홀한 영혼 프레드 (1991)
- 모자 실연 (1990)
- 생매장 (1990)
- 스타 파이어 (1990)
- 스피드 존 (1989)
- 마검의 심판자 (1989)
- 사랑의 현장 (1989)
- 베이 코번 (1987)
- 살인 누명 (1986)
- 후레치 (1985)
- 하우스 오브 굿 (1984)
- 사느냐 죽느냐 (1983)
- 자연 (1982)
- 애플 덤플링 갱 2 (1979)
- 1941 (1979)
- 애니멀 하우스의 악동들 (1978)
- Mary White (1977)
- 서부의 형제 (1976)
- 서부의 형제 2 (1976)
- 더티 해리 2 - 이것이 법이다 (1973)
- 결혼을 어떻게 하나요 (1969)
- 나, 너 그리고 우리 (1968)

### 텔레비전 출연
- 나의 세 아들 (1962-63)
- 보난자 (1972-73)
- 서부의 형제 (1976)
- 불타는 서부 (1978)
- 웨스트 윙 (1999-2006)
- The Late Late Show with Craig Kilborn (2002-03)
- 위드아웃 어 트레이스 (2003)
- 번 노티스 (2007-13)
- 하트 오브 딕시 (2011-15)

### 텔레비전 연출
- 라스베가스 (2003)
- 환상특급 (2003)
- 위드아웃 어 트레이스 (2003-04)
- 콜드 케이스 (2004-05)
- 웨스트 윙 (2006)
- 크리미널 마인드 (2006-09)
- 사이크 (2007-09)
- 번 노티스 (2007-10)
- 하트 오브 딕시 (2012-15)